# Matt Boys
Matt Boys (13 november 1989) is een Australisch wielrenner die anno 2017 rijdt voor Kuwait-Cartucho.es.

## Carrière
Voor het seizoen 2017 tekende Boys een contract bij Kuwait-Cartucho.es, een nieuw opgerichte ploeg. Zijn debuut voor de Koeweitse formatie maakte hij in de Ronde van de Filipijnen, waar hij in de laatste etappe naar de tweede plaats sprintte. Omdat de groep met favorieten, met daarin onder meer klassementsleider Daniel Whitehouse, zo'n tweeënhalve minuut later over de streep kwam, klom Boys naar de negentiende plaats in het eindklassement.

## Ploegen
- 2017 –  Kuwait-Cartucho.es